# Clare Carey
Clare Carey (Zimbabwe, 11 juni 1967) is een in Zimbabwe (toen bekend als Republiek Rhodesië) geboren Amerikaanse actrice.

## Biografie
Carey werd geboren in een missiegebied in Zimbabwe (toen bekend als Republiek Rhodesië) waar haar vader als dokter en moeder als lerares missionariswerk verrichten. Zij heeft drama gestudeerd aan de filmschool van de New York-universiteit in New York en Shakespeare aan de Royal Academy of Dramatic Art in Londen.
Carey begon in 1987 met acteren in de film Zombie High, waarna zij nog meerdere rollen speelde in films en televisieseries. Zij is vooral bekend van haar rol als Kelly Fox in de televisieserie Coach waar zij in 106 afleveringen speelde (1989–1995).
Carey is getrouwd en heeft twee kinderen met wie zij in Los Angeles woont.

## Filmografie

### Films
Uitgezonderd korte films.
- 2016: Savannah Sunrise – Angie
- 2014: Soul Mates – Zoe
- 2013: Teachers – Sara
- 2012: True Love – Dana
- 2011: Rock the House – Jesse
- 2010: The Trial – Dr. Anna Wilkes
- 2010: Unrequited – Ruth Jacobs
- 2009: Doc West: La sfida – Denise Stark
- 2009: Doc West – Denise Stark
- 2008: Flu Bird Horror – Dr. Jacqueline Hale
- 2007: La cucina – Celia
- 2007: Shredderman Rules – moeder
- 2006: Smokin' Aces – Laverne
- 2006: Submission – Samantha Davis
- 2003: 44 Minutes: The North Hollywood Shoot-Out – vrouw van Frank
- 2002: Home Alone 4 – Kate McCallister
- 2001: Crocodile Dundee in Los Angeles – skater
- 1997: Echo – Tess Lewis
- 1996: Them – Kelly Black
- 1995: Betrayed: A Story of Three Women – Dana Bixler
- 1992: Obsessed – Andie Bledsoe
- 1988: Uninvited – Bobbie
- 1988: Waxwork – Gemma
- 1988: Once Upon a Texas Train – Meg Boley
- 1987: Zombie High – Mary Beth

### Televisieseries
Uitgezonderd eenmalige gastrollen.
- 2017: Maid to Order – Natascha (4 afl.)
- 2015–2016: Aquarius – Lucille Gladner (8 afl.)
- 2012–2014: NCIS – Ann Gibbs (2 afl.)
- 2010–2011: Chuck – Kathleen McHugh (4 afl.)
- 2008–2009: Crash – Christine Emory (13 afl.)
- 2006–2008: Jericho – Mary Bailey (22 afl.)
- 2005–2006: Point Pleasant – Sarah Parker (13 afl.)
- 2004: Medical Investigation – Lisa Connor (2 afl.)
- 2001–2002: So Little Time – Mary Carlson (22 afl.)
- 1989–1995: Coach – Kelly Fox (106 afl.)

- Bibsys: 12015607
- International Standard Name Identifier: 0000 0000 7664 8306
- Library of Congress Control Number: no2010001499
- Virtual International Authority File: 106842819
- WorldCat: E39PBJcgxXx99bWvyhycqm7WDq